# Лисяча хатка (казка)
«Лисяча хатка» — білоруська народна казка, яка належить до групи казок про тварин.

## Сюжет
Лисичка, відлучаючись з дому, попереджає своїх лисенят остерігатися непроханих гостей і нікому сторонньому не відмикати дверей. Ведмідь, що бродив неподалік, почув, що лисичка покинула своїх діток і прикинувшись нею домігся того, щоб лисенята відчинили йому двері. Ведмідь уже готувався з'їсти малечу, але вчасно повернулася їхня мама. Вона набрала цілі жмені гороху і почала жбурляти ним об стіни будинку. Ведмідь подумав, що то мисливці навідалися по його душу, вибіг з хати й утік. А лисичка повернулася до своїх діток, цілих та неушкоджених.

## Казки зі схожим сюжетом
- «Вовк і семеро козенят» — казка братів Грімм